# Samvatsari
Le Samvatsari appelé aussi samvatsari-pratikramana est le jour du pardon selon la branche shvetambara du jaïnisme. Pour le courant digambara ce jour se nomme: ananta-caturdasi. La cérémonie en elle-même est le ksamapana: la demande de pardon. Elle se déroule un an après le décès. Le jeûne est de rigueur pour cette journée très spéciale. Des phrases telles que: « Puissent mes actions mauvaises être sans conséquence » sont prononcées par les croyants au temple. Ceux-ci échangent avec leurs amis des demandes de pardon, afin d'annihiler le mauvais karma emmagasiner pendant un an et d'atteindre rapidement l'éveil.